# Boston Society of Film Critics Award für die beste Kamera
Die Gewinner des Boston Society of Film Critics Award für die beste Kamera. Emmanuel Lubezki konnte als einziger bisher den Preis viermal gewinnen und ist damit Rekordhalter.

## Gewinner

### 1980er Jahre
| Jahr | Film                                     | Gewinner                      |
| ---- | ---------------------------------------- | ----------------------------- |
| 1980 | Wie ein wilder Stier                     | Michael Chapman               |
| 1981 | Tanz in den Wolken                       | Gordon Willis                 |
| 1982 | E.T. – Der Außerirdische                 | Allen Daviau                  |
| 1983 | Wenn die Wölfe heulen                    | Hiro Narita                   |
| 1984 | The Killing Fields                       | Chris Menges                  |
| 1985 | Ran                                      | Takao Saitō und Masaharu Ueda |
| 1986 | Blue Velvet                              | Frederick Elmes               |
| 1987 | Der letzte Kaiser                        | Vittorio Storaro              |
| 1988 | Die unerträgliche Leichtigkeit des Seins | Sven Nykvist                  |
| 1989 | Die fabelhaften Baker Boys               | Michael Ballhaus              |

### 1990er Jahre
| Jahr | Film                     | Gewinner          |
| ---- | ------------------------ | ----------------- |
| 1990 | Himmel über der Wüste    | Vittorio Storaro  |
| 1990 | Dick Tracy               | Vittorio Storaro  |
| 1991 | Das Schweigen der Lämmer | Tak Fujimoto      |
| 1992 | Erbarmungslos            | Jack N. Green     |
| 1993 | Schindlers Liste         | Janusz Kamiński   |
| 1994 | Ed Wood                  | Stefan Czapsky    |
| 1995 | Safe                     | Alex Nepomniaschy |
| 1996 | Der englische Patient    | John Seale        |
| 1997 | Kundun                   | Roger Deakins     |
| 1998 | Der Soldat James Ryan    | Janusz Kamiński   |
| 1999 | Sleepy Hollow            | Emmanuel Lubezki  |

### 2000er Jahre
| Jahr | Film                                           | Gewinner |
| ---- | ---------------------------------------------- | --- |
| 2000 | Tiger and Dragon                               | Peter Pau |
| 2001 | The Man Who Wasn’t There                       | Roger Deakins |
| 2002 | Dem Himmel so fern                             | Edward Lachman |
| 2003 | Nomaden der Lüfte – Das Geheimnis der Zugvögel | Olli Barbé; Michel Benjamin; Dreujou; Laurent Charbonnier; Luc Drion; Laurent Fleutot; Philippe Garguil; Dominique Gentil; Bernard Lutic; Thierry Machado; Stéphane Martin; Fabrice Moindrot; Ernst Sasse; Michel Terrasse; Thierry Thomas |
| 2004 | House of Flying Daggers                        | Zhao Xiaoding |
| 2005 | Good Night, and Good Luck.                     | Robert Elswit |
| 2006 | Pans Labyrinth                                 | Guillermo Navarro |
| 2007 | Schmetterling und Taucherglocke                | Janusz Kamiński |
| 2008 | Paranoid Park                                  | Christopher Doyle und Rain Kathy Li |
| 2009 | Tödliches Kommando – The Hurt Locker           | Barry Ackroyd |

### 2010er Jahre
| Jahr | Film             | Gewinner               |
| ---- | ---------------- | ---------------------- |
| 2010 | True Grit        | Roger Deakins          |
| 2011 | The Tree of Life | Emmanuel Lubezki       |
| 2012 | The Master       | Mihai Mălaimare Junior |
| 2013 | Gravity          | Emmanuel Lubezki       |
| 2014 | Birdman          | Emmanuel Lubezki       |
| 2015 | Carol            | Edward Lachman         |